# Albirex Niigata
Albirex Niigata (アルビレックス新潟 Arubirekkusu Nīgata) là một câu lạc bộ bóng đá chuyên nghiệp Nhật Bản hiện đang thi đấu tại J. League Hạng 1 có trụ sở tại Niigata. Mặc dù là một câu lạc bộ non trẻ, gia nhập J. League năm 1999, Albirex là một trong những đội có cổ động viên tốt nhất Nhật Bản. Năm 2003, khi còn thi đấu tại giải hạng hai Nhật Bản (J2), Albirex đã có lượng khán giả trung bình là 30,000. Kể từ khi lên J1 năm 2004 họ đạt số lượng trung bình khán giả là 38,000, và năm 2005 Albirex trở thành câu lạc bộ đầu tiên tại Nhật Bản có lượng khán giả tới sân đạt 40,000.

## Lịch sử
Từ nhiều năm trước đã tồn tại một câu lạc bộ nghiệp dư, Niigata 11, đội chưa từng một lần thi đấu tại giải Japan Soccer League cũ nơi chiếm ưu thế bởi các đội bóng doanh nghiệp. Sau sự ra đời của J. League đã thúc đẩy câu lạc bộ vươn lên, trong những năm 1990 đội bắt đầu leo lên nhanh chóng tại các hạng đấu.
Năm 1998, Albirex Niigata tham dự Japan Football League, và tham dự J2 league sau khi giải đấu được ra đời năm 1999. Đội dần dần trở nên là một đối thủ cạnh tranh, trong năm 2001 và 2002 đội gần được lên J1 và đến năm 2003, đội vô địch J2 và cuối cùng thì cũng được thi đấu tại hạng đấu cao nhất.
Tên của đội được kết hợp từ tên ngôi sao Albireo của chòm sao Cygnus (Thiên nga) và từ Latin Rex có nghĩa là 'vua'. Năm 1997, do bản quyền, đội đổi tên từ Albireo Niigata thành tên như hiện tại Albirex Niigata.
Năm 2007, màu áo của câu lạc bộ được thay đổi. Cho tới năm 2006, màu áo của họ là cam – xanh dương – cam, nhưng từ 2007 màu áo là cam – cam – cam. Điều đã không được thông qua năm 1996 khi câu lạc bộ lên chuyên.

### Tên câu lạc bộ
- Niigata Eleven SC (Câu lạc bộ bóng đá) (1955)
- Albireo Niigata FC (1995)
- Albirex Niigata (1997)

## Cầu thủ

### Đội hình hiện tại
Tính đến 9 tháng 7 2022
Ghi chú: Quốc kỳ chỉ đội tuyển quốc gia được xác định rõ trong điều lệ tư cách FIFA. Các cầu thủ có thể giữ hơn một quốc tịch ngoài FIFA.
| Số | VT | Quốc gia   | Cầu thủ                                       |
| -- | -- | ---------- | --------------------------------------------- |
| 1  | TM | Nhật Bản   | Ryosuke Kojima                                |
| 3  | HV | Úc         | Thomas Deng                                   |
| 5  | HV | Nhật Bản   | Michael Fitzgerald                            |
| 6  | TV | Nhật Bản   | Hiroki Akiyama                                |
| 7  | TĐ | Nhật Bản   | Kaito Taniguchi                               |
| 8  | TV | Nhật Bản   | Takahiro Ko                                   |
| 9  | TĐ | Nhật Bản   | Koji Suzuki                                   |
| 11 | TĐ | Bồ Đào Nha | Alexandre Guedes                              |
| 13 | TV | Nhật Bản   | Ryotaro Ito                                   |
| 14 | TV | Nhật Bản   | Shunsuke Mito                                 |
| 15 | HV | Nhật Bản   | Taiki Watanabe                                |
| 17 | TV | Nga        | Ippei Shinozuka (on loan from Kashiwa Reysol) |
| 18 | HV | Nhật Bản   | Fumiya Hayakawa                               |
| 19 | TV | Nhật Bản   | Yuji Hoshi                                    |
| 20 | TV | Nhật Bản   | Yuzuru Shimada                                |

| Số | VT | Quốc gia | Cầu thủ                 |
| -- | -- | -------- | ----------------------- |
| 21 | TM | Nhật Bản | Koto Abe                |
| 22 | TV | Nhật Bản | Eitaro Matsuda          |
| 23 | TĐ | Nhật Bản | Yota Komi               |
| 24 | TM | Nhật Bản | Takuya Seguchi          |
| 25 | TV | Nhật Bản | Soya Fujiwara           |
| 28 | TĐ | Nhật Bản | Ken Yamura              |
| 29 | TV | Perú     | Kazuyoshi Shimabuku     |
| 31 | HV | Nhật Bản | Yuto Horigome (captain) |
| 32 | HV | Nhật Bản | Takumi Hasegawa         |
| 33 | TV | Nhật Bản | Yoshiaki Takagi         |
| 35 | HV | Nhật Bản | Kazuhiko Chiba          |
| 39 | TM | Nhật Bản | Haruki Nishimura        |
| 47 | TV | Nhật Bản | Jinpei Yoshida          |
| 50 | HV | Nhật Bản | Daichi Tagami           |

### Cho mượn
Ghi chú: Quốc kỳ chỉ đội tuyển quốc gia được xác định rõ trong điều lệ tư cách FIFA. Các cầu thủ có thể giữ hơn một quốc tịch ngoài FIFA.
| Số | VT | Quốc gia | Cầu thủ                              |
| -- | -- | -------- | ------------------------------------ |
| —  | TM | Nhật Bản | Kazuki Fujita (to Tochigi SC)        |
| —  | HV | Nhật Bản | Shosei Okamoto (to Kagoshima United) |
| 26 | HV | Nhật Bản | Ryo Endo (to Iwaki FC)               |

## Huấn luyện viên
(Tính đến 25 tháng 9 năm 2022)
| Huấn luyện viên                | Quốc tịch   | Nhiệm kỳ        | Nhiệm kỳ         | Thành tích | Thành tích | Thành tích | Thành tích | Thành tích |
| Huấn luyện viên                | Quốc tịch   | Bắt đầu         | Kết thúc         | P          | W          | D          | L          | W %        |
| ------------------------------ | ----------- | --------------- | ---------------- | ---------- | ---------- | ---------- | ---------- | ---------- |
| Frans van Balkom               | Hà Lan      | 1 Tháng 1 1995  | 31 Tháng 2 1998  | 36         | 28         | 3          | 5          | 077,78     |
| Yoshikazu Nagai                | Nhật Bản    | 1 Tháng 1 1998  | 31 Tháng 12 2000 | 76         | 35         | 7          | 34         | 046,05     |
| Yasuharu Sorimachi             | Nhật Bản    | 1 Tháng 1 2001  | 31 Tháng 2 2006  | 196        | 97         | 40         | 59         | 049,49     |
| Jun Suzuki                     | Nhật Bản    | 1 Tháng 1 2006  | 31 Tháng 2 2010  | 136        | 51         | 32         | 53         | 037,50     |
| Hisashi Kurosaki               | Nhật Bản    | 1 Tháng 1 2010  | 21 Tháng 5 2012  | 80         | 24         | 25         | 31         | 030,00     |
| Nobuhiro Ueno caretaker        | Nhật Bản    | 22 Tháng 5 2012 | 10 Tháng 6 2012  | 1          | 0          | 0          | 1          | 000,00     |
| Masaaki Yanagishita            | Nhật Bản    | 11 Tháng 6 2012 | 31 Tháng 2 2016  | 68         | 20         | 18         | 30         | 029,41     |
| Tatsuma Yoshida                | Nhật Bản    | 1 Tháng 1 2016  | 27 Tháng 9 2016  | 30         | 7          | 6          | 17         | 023,33     |
| Koichiro Katafuchi (caretaker) | Nhật Bản    | 27 Tháng 9 2016 | 31 Tháng 2 2017  | 4          | 1          | 0          | 3          | 025,00     |
| Fumitake Miura                 | Nhật Bản    | 1 Tháng 1 2017  | 7 Tháng 5 2017   | 10         | 1          | 2          | 7          | 010,00     |
| Koichiro Katafuchi (caretaker) | Nhật Bản    | 8 Tháng 5 2017  | 10 Tháng 5 2017  | 0          | 0          | 0          | 0          | —          |
| Wagner Lopes (caretaker)       | Nhật Bản    | 11 Tháng 5 2017 | 31 Tháng 12 2017 | 23         | 6          | 5          | 12         | 026,09     |
| Masakazu Suzuki                | Nhật Bản    | 1 Tháng 1 2018  | 7 Tháng 8 2018   | 27         | 8          | 5          | 14         | 029,63     |
| Koichiro Katafuchi             | Nhật Bản    | 8 Tháng 8 2018  | 13 Tháng 4 2019  | 24         | 10         | 6          | 8          | 041,67     |
| Kazuaki Yoshinaga              | Nhật Bản    | 14 Tháng 4 2019 | 31 Tháng 2 2020  | 33         | 14         | 7          | 12         | 042,42     |
| Albert Puig Ortoneda           | Tây Ban Nha | 1 Tháng 1 2020  | 31 Tháng 2 2022  | 84         | 32         | 29         | 23         | 038,10     |
| Rikizo Matsuhashi              | Nhật Bản    | 1 Tháng 1 2022  | Hiện tại         | 39         | 23         | 8          | 8          | 058,97     |

* Tạm quyền.

## Danh hiệu
- J. League Hạng 2
  - Vô địch (1): 2003[3]
- Hokushinetsu Football League
  - Vô địch (3): 1986, 1996, 1997
  - Á quân (1): 1992
- Shakaijin Cup
  - Á quân (1): 1995

## Các câu lạc bộ liên kết
Từ 2004, Albirex Niigata chọn lựa một số cầu thủ thi đấu cho câu lạc bộ phụ tại S.League ở Singapore, gọi là Albirex Niigata Singapore.
Những câu lạc bộ liên kết với Albirex Niigata:
- Albirex Niigata Phnom Penh FC [16]
- Albirex Niigata Singapore FC
- Cao đẳng Bóng đá Nhật Bản (Hokushinetsu Football League)
- Albirex Niigata Ladies (L. League)
- Albirex Niigata Barcelona (Quarta Catalana)[17]